# Biophytum dormiens
Biophytum dormiens là một loài thực vật có hoa trong họ Chua me đất. Loài này được (Mart. & Zucc.) G.Don mô tả khoa học đầu tiên năm 1831.